# Stanjšek (potok)
Stanjšek je potok, ki teče skozi Arboretum Volčji Potok in se v bližini naselja Hudo kot levi pritok izliva v reko Kamniško Bistrico.